# Програма ABCANZ
Програма ABCANZ (англ. ABCANZ Armies, American, British, Canadian, Australian and New Zealand Armies' Program) — програма, що спрямована на досягнення взаємосумісності сухопутних військ США, Великої Британії, Канади, Австралії та Нової Зеландії.
Програма розпочата у 1947 р. як форма продовження військового співробітництва між США, Великою Британією і Канадою, що склалося під час Другої світової війни,. Австралія приєдналася до участі у програмі в 1963 р., а в 1965 р. Австралія посприяла залученню до програми Нової Зеландії в якості спостерігача (повноцінним членом ABCANZ Нова Зеландія стала в 2006 р.).